# Звёздные врата: SG-1 (сезон 7)
Список и описание эпизодов седьмого сезона американского научно-фантастического телевизионного сериала «Звёздные врата: SG-1», стартовавшего 13 июня 2003 года. Седьмой сезон, состоящий из 22 эпизодов, заканчивается 19 марта 2004 года.

## В главных ролях
- Ричард Дин Андерсон — полковник Джек О’Нилл
- Майкл Шенкс — доктор Дэниел Джексон
- Аманда Таппинг — майор Саманта Картер
- Кристофер Джадж — джаффа Тил’к
- Дон С. Дэвис — руководитель проекта генерал-майор Джордж Хаммонд

## Эпизоды
| № общий | № в сезоне | Название                                               | Дата премьеры   |
| --- | ---------- | ------------------------------------------------------ | --------------- |
| 133 | 1          | «Падший» «Fallen»                                      | 13 июня 2003    |
| Джонас Квинн, изучив письмена с Абидоса, вычислил местонахождение Затерянного города. SG-1 отправились на поиски легендарного города Древних и оружия против Анубиса, а нашли… доктора Дэниела Джексона, безмятежно живущего среди местных жителей. Он жив, но не помнит, кто он, и свою предыдущую жизнь на Земле — Джек, Саманта и Тил’к для него лишь призраки забытого прошлого. |            |                                                        |                 |
| 134 | 2          | «Возвращение домой» «Homecoming»                       | 13 июня 2003    |
| Гоа’улды узнают о том, что на родной планете Джонаса имеется наквадриум, и готовят нападение. Квинн отправляется домой, чтобы попробовать защитить свою родную планету. |            |                                                        |                 |
| 135 | 3          | «Хрупкое равновесие» «Fragile Balance»                 | 20 июня 2003    |
| В SGC приходит подросток, заявляя, что он полковник О’Нилл и просто однажды утром проснулся молодым. Оставшаяся команда не на шутку волнуется за своего взрослого командира, который куда-то пропал. |            |                                                        |                 |
| 136 | 4          | «Орфей» «Orpheus»                                      | 27 июня 2003    |
| Бра’так и Райак оказываются в гоаулдском плену. Тил’к и остальная часть команды должны всем рисковать, чтобы спасти своих друзей. |            |                                                        |                 |
| 137 | 5          | «Пересмотры» «Revisions»                               | 11 июля 2003    |
| Оазис жизни на умирающей планете оказался оазисом смерти. От токсичной атмосферы людей защищает хрупкий энергетический купол, которым управляет компьютерная программа. Жители городка гостеприимны и дружелюбны, но SG-1 стали свидетелями странного явления: каждый день кто-нибудь исчезает, а остальные обитатели таинственным образом забывают о его существовании. |            |                                                        |                 |
| 138 | 6          | «Спасательная шлюпка» «Lifeboat»                       | 18 июля 2003    |
| Во время своего следующего задания SG-1 попадают на космический корабль, полный находящимися в крионическом сне пришельцами. Некоторые из них погибли, но их сознания всё ещё живы в памяти компьютера. Несколько таких пришельцев вселилось в Дэниела. |            |                                                        |                 |
| 139 | 7          | «Враг мой» «Enemy Mine»                                | 25 июля 2003    |
| Команда SG-1 приходит на помощь к команде геологов, которые занимаются добычей важного элемента — наквадаха, когда узнают о том, что на планете, где добывается этот минерал, присутствуют унасы. Дэниел обращается к старому другу за помощью. |            |                                                        |                 |
| 140 | 8          | «Космическая гонка» «Space Race»                       | 1 августа 2003  |
| Представители инопланетной расы просят помощи у SGC, чтобы добраться до финишной линии регаты космических кораблей. Картер соглашается на предложение пришельцев, но во время самого соревнования SG-1 узнаёт о том, что один из игроков умышленно саботировал все корабли гонки. |            |                                                        |                 |
| 141 | 9          | «Мститель 2.0» «Avenger 2.0»                           | 8 августа 2003  |
| Как помешать гоа’улдам передвигаться через «Звёздные Врата»? Всего-навсего заразить вирусом наборное устройство «Врат» — очередная гениальная идея доктора Фелджера. В компании с Самантой Картер Фелджер написал вирус и загрузил его (на пробу!) в наборное устройство планеты P5S-117, любимой планеты гоа’улда Ба’ала. Но неожиданно вредоносная программа начала заражать одни «Звёздные Врата» за другими и Джек, Дэниел и ещё двенадцать SG-отрядов застряли на других планетах. |            |                                                        |                 |
| 142 | 10         | «Право по рождению» «Birthright»                       | 15 августа 2003 |
| SG-1 нашли лагерь женщин джаффа, бежавших от гоа’улда Молоха. Чтобы выжить, им нужны симбиоты, которых приходится добывать, нападая на отряды джаффа, служащих другим гоа’улдам. Но рано или поздно гоа’улды обнаружат лагерь, и тогда его обитателей ждет смерть. Тил'к предложил им покончить с нападениями и использовать вместо симбиотов третонин. |            |                                                        |                 |
| 143 | 11         | «Эволюция (первая часть)» «Evolution (Part 1)»         | 22 августа 2003 |
| Дэниел вместе с Доктором Ли при поисках устройства древних попадают в плен к террористам в джунглях Гондураса. Тил’к, Картер и Джейкоб отправляются на опасную миссию на главную станцию Анубиса, чтобы предотвратить клонирование суперсолдат. |            |                                                        |                 |
| 144 | 12         | «Эволюция (вторая часть)» «Evolution (Part 2)»         | 9 января 2004   |
| Саманта, Тил’к и Джейкоб пробрались на секретную фабрику Анубиса, где уже поставлен на поток выпуск непобедимых гибридов. А Джек отправился спасать Дэниела из лап гондурасских повстанцев. |            |                                                        |                 |
| 145 | 13         | «Грейс» «Grace»                                        | 16 января 2004  |
| Пришельцы захватили экипаж «Прометея», только Саманте по счастливой случайности удалось избежать плена. Нужно как можно быстрее вернуть экипаж и покинуть туманность, разъедающую оболочку корабля. Поддержать Саманту пришли Джек, Дэниел, Джейкоб, жаль только, что они всего лишь игра воображения изнемогающей от усталости Картер. |            |                                                        |                 |
| 146 | 14         | «Радиоактивные осадки» «Fallout»                       | 23 января 2004  |
| Джонас Квинн обращается к Земле за помощью. На его родной планете, Келоне, в любой момент может произойти цепная реакция большого количества наквадрии (изотопа наквадаха). Саманта Картер отправляется на Келону, чтобы принять участие в специальной миссии по предотвращению этой катастрофы. |            |                                                        |                 |
| 147 | 15         | «Химера» «Chimera»                                     | 30 января 2004  |
| Постоянно повторяющийся сон Дэниела так похож на реальность: знакомство с Сарой, университетская лаборатория, изучение древних символов уносят его в прошлое. Только откуда в его снах письмена Древних? Почему Сара в его снах хочет узнать координаты города Древних? |            |                                                        |                 |
| 148 | 16         | «Похоронный звон» «Death Knell»                        | 6 февраля 2004  |
| Гибрид Анубиса атаковал секретную базу землян, расположенную на одной из открытых планет. Спасательный отряд опоздал, большая часть персонала погибла, Джейкоб Картер тяжело ранен, а Саманта пропала. На её поиски отправились Джек О’Нилл и непобедимый анубисовский солдат. |            |                                                        |                 |
| 149 | 17         | «Герои (первая часть)» «Heroes (Part 1)»               | 13 февраля 2004 |
| В SGC допущена съёмочная группа c целью документации работы SGC. Главный репортёр берёт интервью у каждого члена команды, но не всё так просто, как это кажется на первый взгляд. |            |                                                        |                 |
| 150 | 18         | «Герои (вторая часть)» «Heroes (Part 2)»               | 20 февраля 2004 |
| Гибель человека во время спасательной миссии повлекло за собой служебное расследование. А настырный журналист узнал, что у Дэниела Джексона есть запись с шокирующими кадрами. |            |                                                        |                 |
| 151 | 19         | «Возрождение» «Resurrection»                           | 27 февраля 2004 |
| Эксперименты в секретной лаборатории NID закончились гибелью персонала. Саманту и Дэниела попросили провести расследование. Какого же было их удивление, когда они узнали, что в лаборатории создали гибрид человека с гоа’улдом. |            |                                                        |                 |
| 152 | 20         | «Инаугурация» «Inauguration»                           | 5 марта 2004    |
| Новый президент США с огромным удивлением узнал о существовании программы «Звёздные Врата». Теперь от политического курса зависит дальнейшая судьба межпланетных путешествий. |            |                                                        |                 |
| 153 | 21         | «Потерянный город (первая часть)» «Lost City (Part 1)» | 12 марта 2004   |
| В структуре командования SGC происходят изменения, генерал Хаммонд отправляется к президенту для получения нового задания. Из-за приближающихся джаффа воинов Анубиса SG-1, обнаружив библиотеку Древних, вынуждена взорвать устройство — хранилище знаний Древних. О’Нилл вынужден ещё раз загрузить библиотеку Древних. |            |                                                        |                 |
| 154 | 22         | «Потерянный город (вторая часть)» «Lost City (Part 2)» | 19 марта 2004   |
| Получив от Джека координаты, SG-1 в очередной раз отправились на поиски города Древних. Нужно торопиться, Анубис уже окружил Землю и нанёс первый удар, демонстрируя свою огневую мощь. Землянам нечего противопоставить кроме «Прометея», но его решено приберечь на крайний случай. В руках SG-1 ключик к разрушительному оружию Древних, только где спрятана дверь? |            |                                                        |                 |